# Indipendenza stocastica

Eventi dipendenti ma indipendenti a due a due

Nell'ambito del calcolo delle probabilità, l'indipendenza stocastica di due eventi {\displaystyle A} e {\displaystyle B} si ha quando il verificarsi di uno non modifica la probabilità di verificarsi dell'altro, ovvero quando la probabilità condizionata {\displaystyle \mathbb {P} (A|B)} oppure {\displaystyle \mathbb {P} (B|A)} è pari rispettivamente a {\displaystyle \mathbb {P} (A)} e {\displaystyle \mathbb {P} (B)}
{\displaystyle \mathbb {P} (A|B)=\mathbb {P} (A),}
{\displaystyle \mathbb {P} (B|A)=\mathbb {P} (B),}
queste due condizioni si possono sintetizzare con la formula
{\displaystyle \mathbb {P} (A\cap B)=\mathbb {P} (A)\cdot \mathbb {P} (B).}

## Descrizione
In altre parole, dire che due eventi sono indipendenti tra loro significa dire che il fatto di sapere che uno di essi si è verificato non modifica la valutazione di probabilità sul secondo. Per esempio, il fatto di ottenere "1" quando viene lanciato un dado ed il fatto di ottenere ancora un "1" la seconda volta che il dado viene lanciato, sono indipendenti.
Analogamente, quando si afferma che due variabili casuali {\displaystyle X} e {\displaystyle Y} definite sullo stesso spazio campionario {\displaystyle H} sono indipendenti si afferma che conoscere qualcosa riguardo al valore di una di esse non apporta alcuna informazione circa il valore dell'altra. Per esempio, il numero che appare sulla faccia superiore di un dado la prima volta che viene lanciato e il numero che appare la seconda volta sono indipendenti. Formalmente, questo si verifica quando per ogni coppia di eventi {\displaystyle A} e {\displaystyle B} risulta
{\displaystyle \mathbb {P} (X\in A\cap Y\in B)=\mathbb {P} (X\in A)\mathbb {P} (Y\in B).}
Equivalentemente ciò si verifica se, detta {\displaystyle F} la funzione di ripartizione della variabile congiunta {\displaystyle (X,Y)} e {\displaystyle F_{X}}, {\displaystyle F_{Y}} le due funzioni di ripartizione marginali, allora per ogni {\displaystyle x}, {\displaystyle y} vale che
{\displaystyle F(x,y)=F_{X}(x)F_{Y}(y).}
Condizioni analoghe si trovano per la funzione di densità di probabilità e la funzione di probabilità, se {\displaystyle X} è rispettivamente una variabile casuale continua o una variabile casuale discreta:
{\displaystyle f(x,y)=f_{X}(x)f_{Y}(y),}
e
{\displaystyle p(x,y)=p_{X}(x)p_{Y}(y).}

## Generalizzazioni
Nell'ambito della teoria della probabilità, la nozione di indipendenza stocastica può essere generalizzata ampiamente. Sia {\displaystyle (\Omega ,{\mathfrak {F}},\mathbb {P} )} uno spazio di probabilità, e sia  {\displaystyle \{{\mathfrak {F}}_{\alpha }\}_{\alpha \in {\mathcal {A}}}} una famiglia arbitraria (finita o non finita) di σ-algebre contenute in {\displaystyle {\mathfrak {F}}}: {\displaystyle {\mathfrak {F}}_{\alpha }\subseteq {\mathfrak {F}}}. Esse si dicono indipendenti rispetto a {\displaystyle \mathbb {P} } se, per ogni sottoinsieme finito {\displaystyle {\mathcal {I}}=\{\alpha _{1},\ldots ,\alpha _{n}\}} di {\displaystyle {\mathcal {A}}}, e per ogni sottoinsieme {\displaystyle A_{\alpha }\in {\mathfrak {F}}_{\alpha }}, accade:
{\displaystyle \mathbb {P} \left(\bigcap _{\alpha \in {\mathcal {I}}}A_{\alpha }\right)=\prod _{\alpha \in {\mathcal {I}}}\mathbb {P} \left(A_{\alpha }\right)}.
Questa nozione si riduce alla precedente nel caso in cui la famiglia di σ-algebre sia formata da due soli elementi {\displaystyle {\mathfrak {F}}_{A}} e {\displaystyle {\mathfrak {F}}_{B}}, dove, dato un insieme misurabile {\displaystyle E}, {\displaystyle {\mathfrak {F}}_{E}} è la σ-algebra da esso generata: {\displaystyle {\mathfrak {F}}_{E}=\{\varnothing ,E,E^{c},\Omega \}}.
Questa estensione, ampiamente usata nella teoria dei processi stocastici, trova la sua motivazione nel fatto che l'indipendenza stocastica di una famiglia di σ-algebre, non è in generale equivalente all'indipendenza dei suoi elementi a due a due. Ad esempio, dati tre insiemi {\displaystyle A,B,C}, sapendo che {\displaystyle A} e {\displaystyle B}, {\displaystyle A} e {\displaystyle C}, {\displaystyle B} e {\displaystyle C} sono indipendenti, non se ne può dedurre che:
{\displaystyle \mathbb {P} (A\cap B\cap C)=\mathbb {P} (A)\mathbb {P} (B)\mathbb {P} (C).}